# Walter Seyfarth

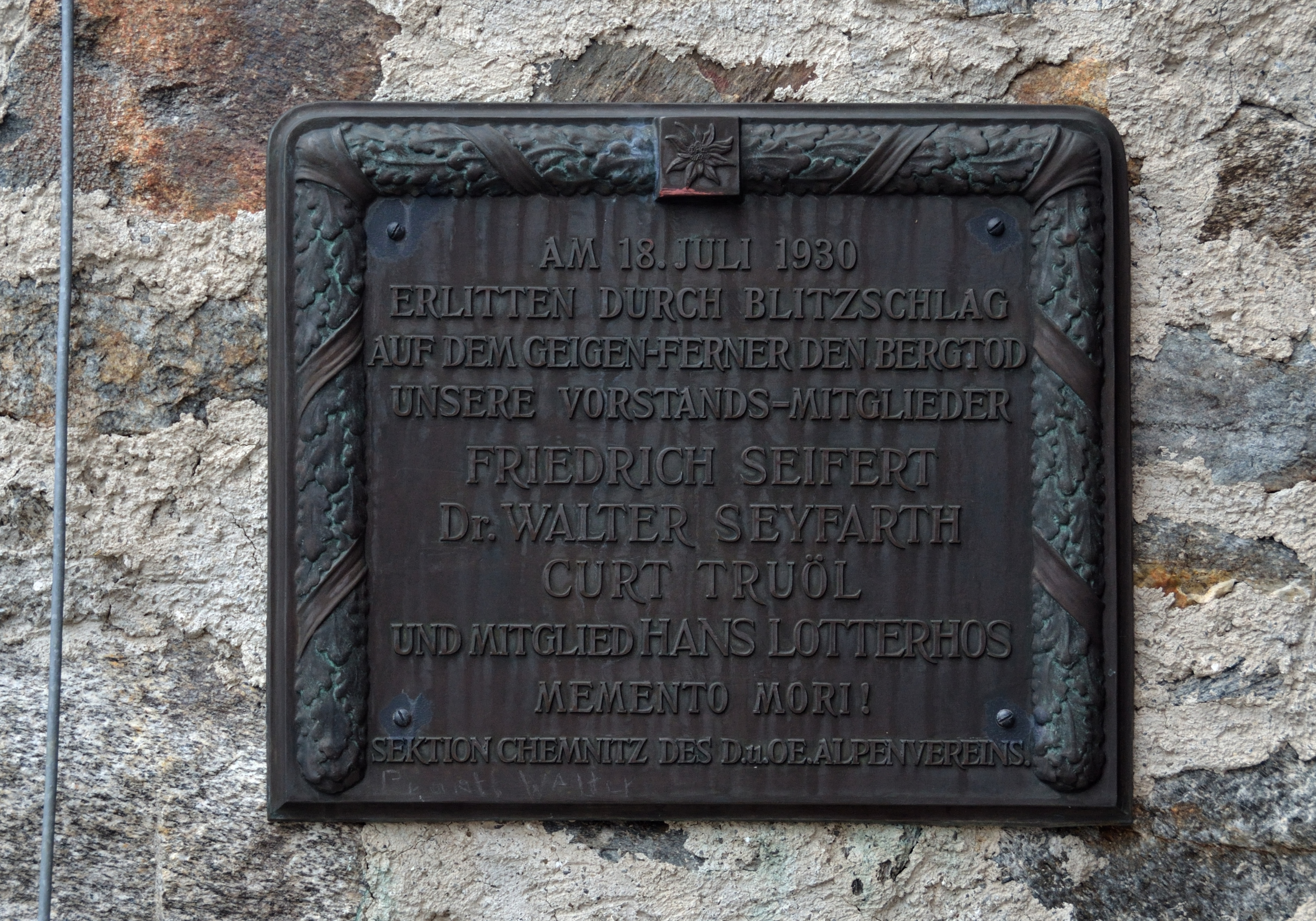
Gedenktafel für Walter Seyfarth und seine drei Begleiter an der Rüsselsheimer Hütte

Walter Seyfarth (* 25. Oktober 1884 in Leipzig; † 18. Juli 1930 an der Hohen Geige, Tirol) war ein deutscher Lehrer, Mineraloge und 1. Vorsitzender des Skiverbandes Sachsen. Er erwarb sich in den 1920er Jahren bleibende Verdienste um die Entwicklung des Skisports in Sachsen, insbesondere im Erzgebirge und Vogtland.

## Leben und Wirken
Er war der Sohn des Kaufmanns Edmund Seyfarth aus Leipzig. Von Ostern 1895 bis Ostern 1904 besuchte er die Thomasschule und ging danach zum Studium an die Universitäten Freiburg im Breisgau und Leipzig. 1909 promovierte er zum Dr. phil. Das mineralogische Thema seiner Dissertation lautete Der Egeran und die ihn begleitenden Kontakterscheinungen von Göpfersgrün und Haslan. Diese Arbeit basierte auf geologischen und petrographischen Studien, die im Frühsommer 1908 im Fichtelgebirge ihren Anfang genommen hatten. Er widmete sich speziell der Untersuchung des dort und im benachbarten Egerland vorkommenden Egerans.
Im Anschluss an das Studium schloss er eine pädagogische Ausbildung an und legte vor der Prüfungskommission in Berlin die Turnlehrerprüfung ab. Als solcher erhielt er an der Städtischen Realschule in Chemnitz eine Anstellung, wo er später zum Studienrat ernannt wurde.
Seit seiner Jugend war der Sport seine große Leidenschaft, insbesondere begeisterte er sich für den Skisport und den Alpinismus. Er wurde Mitglied des Sportklubs Leipzig und nahm an mehreren Wettkämpfen teil. In der Sektion Chemnitz des Deutschen Alpenvereins wurde er später zum Beisitzer gewählt. Nach der Gründung des Skiverbandes Sachsen übernahm er dessen 1. Vorsitz. 
Am 18. Juli 1930 fand er in einer Viererseilschaft durch Blitzschlag auf dem Ferner der Hohen Geige unweit der damaligen Chemnitzer Hütte im 46. Lebensjahr den Bergtod. Zu Ehren der vier Getöteten wurde eine Gedenktafel enthüllt. Bis in die Anfangsjahre des Zweiten Weltkrieges wurde auch der Dr. Walter Seyfarth-Gedächtnislauf in Sachsen durchgeführt. Ferner wurde in Oberwiesenthal am Rastplatz Eckbauer ein Gedenkstein mit Tafel für Seyfarth errichtet.
Sein Sohn Harro Seyfarth wurde 1959 Professor für Orthopädie an der Universität Rostock.

## Schriften (Auswahl)
- Der Egeran und die ihn begleitenden Kontakterscheinungen von Göpfersgrün und Haslan [...]. Wien 1909.
- Wintersport im Erzgebirge. 1927 (Digitalisat)